# Ginette Catriens
Ginette Catriens (Parigi, 7 gennaio 1915 – Le Cannet, 11 giugno 2011) è stata una modella francese, vincitrice del titolo di Miss Île-de-France 1938, Miss Francia 1939.
È stata la sedicesima vincitrice del concorso, eletta Miss Francia a Parigi.